# Eupithecia relinquata
Eupithecia relinquata là một loài bướm đêm trong họ Geometridae.